# 石川県道266号五十洲亀部田線
石川県道266号五十洲亀部田線（いしかわけんどう266ごう いぎすきべたせん）とは、石川県輪島市内を通る一般県道（石川県道）である。

## 路線概要
- 起点：石川県輪島市門前町五十洲36字44番地先
- 終点：石川県輪島市門前町浦上16番2地先（＝浦上交差点、国道249号交点）

輪島市門前町北西部の七浦（しつら）地区と門前町中心部とを結ぶ。途中で石川県道38号輪島浦上線や国道249号と重複しながら、西保（にしほ）地区の南西部の山間にある佐比野山（さびややま）中腹の上山（かみやま）地区や旧門前町北端部の各地区とも結ぶ。

## 路線状況
五十洲 - 上山
起点の五十洲（いぎす）のある七浦地区は、日本海に面している。県道に面する家屋には、冬季に日本海から吹きつける強風から守る間垣が施されており、独特の景観を臨むことが出来る。後述のバス路線が運行されていることもあり、バスと対向できる幅員が確保されているものの、集落の背後は険しい山地となっていることから、皆月川河口から浦上までは見通しの悪い急カーブが続く峠道となっている。峠にあたる浦上地区清土で石川県道38号輪島浦上線と交わり、重複区間となって男女滝川（西二又川）に沿って北に向きを変え、北鉄奥能登バスの上山バス停のある三叉路の交差点に至る。清土から当交差点までは両側1車線程度の幅員の下り坂となっている。
上山 - 浦上
先述の交差点で重複区間を外れ、上山町地内の各小字を経て西円山地区へと至る。両側1車線程度の幅員で、要所に待避所が設置されている。また、この区間は峠となっており、やや強い勾配となっていることから、冬季の通行に支障をきたさぬよう、リング状のすべり止めの舗装が施され、またすべり止めの砂などを収納できる箱も設置されている。西円山地区からは南に向きを変え、再び高度を上げ、浦上地区の滝又へ至る。こちらも峠道となっており、三叉路の交差点で峠（円山峠）となっている。この交差点で門前方面へ向きを変えると、片側1車線程度の幅員が確保されながらも、急坂急カーブでありセンターラインの消えかかった路面となる。ここは1993年（平成5年）8月に中屋トンネルが開通するまでは国道249号であった。中屋地内で国道249号の現道部と交わりかつ重複して終点に至る。

## 歴史
- 1960年（昭和35年）10月15日：路線認定。

## 接続道路
- 石川県道38号輪島浦上線（輪島市門前町浦上、同市上山町）
- 国道249号（同市浦上町中屋、輪島市門前町浦上（亀部田）・浦上交差点：終点）

## 重複区間
- 石川県道38号輪島浦上線（輪島市門前町浦上（清土）- 同市上山町）
- 国道249号（輪島市門前町浦上（中屋） - 同市門前町浦上（亀部田）・浦上交差点：終点）

## バス路線
- 北鉄奥能登バス
  - 皆月線：清土 - 五十洲
  - 西保線：上山 - 雑座
  - 輪島線：上中屋 - 浦上